# Jiří Ludvík ze Schwarzenbergu
Jiří Ludvík ze Schwarzenbergu (německy Georg Ludwig Graf von Schwarzenberg, 24. prosince 1586 – 21. července 1646) byl rakouský šlechtic ze starší bavorské hraběcí linie rodu Schwarzenbergů z Hohenlandsbergu. Působil jako císařský diplomat, komorník a dvorní tajný rada.

## Život
Narodil se jako syn Kryštofa II. a jeho manželky Anny Kärglové z Fürthu. Jiří Ludvík v mládí sloužil u dvora arcivévody Ferdinanda Štýrského, pozdějšího císaře Ferdinanda II., který mladíkovi ve vzácné míře projevil svou shovívavost. Teprve 19letý Jiří Ludvík doprovázel jako vyslanec barona a císařského hofmistra Jana Oldřicha z Eggenbergu do Madridu. Později podnikl několik cest po Francii, Nizozemsku a Itálii.
Poté sloužil jako komorník, tajný rada a stájmistr a arcivévodů Ferdinanda a Karla Josefa. V roce 1612, ve svých 26 letech, podnikl diplomatické mise do Vratislavi k tamnímu biskupovi, k polskému králi Zikmundovi a falckraběti neuburskému. V roce 1616 bojoval po boku knížat katolické ligy proti Benátčanům, kteří byli spojenci s Turky a osmanskými Řeky.
V roce 1617 se oženil s pětinásobnou vdovou Annou Neumannovou z Wasserleonburgu. Ta mu přinesla veliké jmění, které se stalo základem pozdější prosperity rodu Schwarzenbergů.
Po událostech českého stavovského odboje v roce 1618 a vypuknutí třicetileté války se Jiří Ludvík účastnil bojů a zažil hrůzy války téměř až do konce a během této doby působil na různých misích a dalších službách. Císař ho vyslal do Anglie, aby vyjednával s Jakubem I., tchánem zimního krále Fridricha Falckého. Zvláště důležitá byla jeho mise do Bruselu. Dokonce musel dát do zástavy šperky své ženy, aby uhradil cestovní a další výlohy. Jeho úkolem bylo vyjednání tajné dohody se Španělskem, odzbrojení Dánska a neutralizace protestantského generála Petra Arnošta z Mannsfeldu, který hledal spojenectví u sedmihradského knížete Gabriela Betlena. Dalším úkolem bylo omezení nizozemského obchodního monopolu, získání přístavu na Baltském moři, celkové obnovení imperiální prestiže na severu a oživení obchodu s Indií, jako zdroje bohatství.
Byl to právě Jiří Ludvík, který spolu s Janem Oldřichem z Eggenbergu navrhl císaři plán na zřízení německé válečné a obchodní flotily pod německou říšskou vlajkou. Plán se tehdy neuskutečnil, ale o dvě století později byl největší válečná loď císařského námořnictva pojmenována ''Schwarzenberg''.
Dosud Jiří Ludvík prokazoval svou loajalitu vůči císaři jako státník na mírových misích, nyní chtěl svého muže dát do vojenské služby a v roce 1631 požádal o generála proti tureckým hranicím v oblasti Varaždína. Tento úřad skutečně dostal osvědčil se natolik, že František Kryštof z Khevenhülleru o něm ve svém historickém pojednání Annales Ferdinandei píše: „Jeho podřízení ho považují za otce, Turkové za bdělého generála a země za svého pravého ochránce“.